# 拟黄焦掌贝
拟黄焦掌贝（学名：Palmadusta pseudolutea）为宝贝科焦掌贝属的动物。在中国大陆，分布于海南海域暖水区等地。该物种的模式产地在中国海南的三亚。WoRMS認為本物種是另一同屬物種的異名。

## 外部連結
- 維基物種上的相關：拟黄焦掌贝